# Cayetana Fitz-James Stuart

Wapenschild van Cayetana Fitz-James Stuart, 18de hertogin van Alva

María del Rosario Cayetana Fitz-James Stuart y Silva (Madrid, 28 maart 1926 — Sevilla, 20 november 2014) was de 18de hertogin van Alva en het hoofd van het huis Alva en in Spanje beter bekend als kortweg Duquesa de Alba. Zij was de derde vrouw in de geschiedenis van dit adelsgeslacht die de titel Hertogin droeg door geboorte en niet door haar huwelijk.

## Leven
Cayetana Fitz-James Stuart werd in het Liria-Paleis in Madrid geboren en was het enige kind van Jacobo Fitz-James Stuart y Falcó (1878–1953), de 17e hertog van Alba, en zijn echtgenote Maria del Rosario de Silva y Gurtubay (1900–1934), de 15e vorstin van Aliaga en de 9e markiezin San Vicente del Barco. De in Spanje ongebruikelijke achternaam „Fitz-James Stuart“ komt af van de Engelse koning James II, die met zijn maîtresse Arabella Churchill een onwettige zoon kreeg, James FitzJames, 1e groothertog van Berwick-upon-Tweed.
Op 12 oktober 1947 trouwde zij met Luis Martínez de Irujo, zoon van de hertog van Sotomayor; The New York Times noemde dit huwelijk, in de kathedraal van Sevilla, een van de duurste trouwfeesten van de wereld.
Met hem kreeg de hertogin zes kinderen:
- Carlos Fitz-James Stuart y Martínez de Irujo, 19de hertog van Alva (* 1948),
- Alfonso Martínez de Irujo y Fitz-James Stuart (* 1950),
- Jacobo Fitz-James Stuart y Martínez de Irujo (* 1954),
- Fernando Martínez de Irujo y Fitz-James Stuart, Marqués de San Vicente del Barco (* 1959),
- Cayetano Martínez de Irujo y Fitz-James Stuart (* 1963),
- Eugenia Martínez de Irujo y Fitz-James Stuart (* 1968).

Met de dood van haar vader Jacobo Fitz-James Stuart y Falcó in 1953 werd de hertogin hoofd van het huis Alva. Haar eerste man overleed in 1972. In 1978 hertrouwde zij met Jesús Aguirre (1937–2001), die in 1956 in München in de theologie promoveerde.
Op 5 oktober 2011, trouwde de hertogin op 85-jarige leeftijd voor de derde maal, nu met de 25 jaar jongere Alfonso Díez Carabantes uit Madrid. Haar zes kinderen en erfgenamen streden drie jaar lang tegen dit huwelijk. In 2008 had ook koning Juan Carlos zich tegen dit huwelijk uitgesproken. De eigenzinnige hertogin zette echter haar wil door. Haar bruidegom stemde schriftelijk toe om geen aanspraak te maken op enige erfenis en zij liet notarieel vastleggen dat haar kinderen als erfgenamen vastlagen. Op grond van deze documenten gaven haar kinderen hun strijd tegen het huwelijk op. Een paar dagen voor het huwelijk bezocht zij samen met haar toekomstige echtgenoot koning Juan Carlos, die uiteindelijk toch zijn verplichte toestemming voor dit huwelijk gaf. De ceremonie vond plaats in de kapel van het Dueñas paleis in Sevilla.
Cayetana Fitz-James Stuart staat in het Guinness Book of Records als persoon met de meeste adellijke titels.
Stuart overleed op 20 november 2014 op 88-jarige leeftijd. Zij werd overleefd door haar derde echtgenoot, haar zes kinderen, negen kleinkinderen en drie achterkleinkinderen.

## Titels, aanspreektitels, onderscheidingen en eretitels

### Titels
Hertogdommen
- 15e hertogin van Aliaga
- 18e hertogin van Alba
- 3e hertogin van Arjona
- 11e hertogin van Berwick
- 17e hertogin van Híjar
- 11e hertogin van Liria en Jérica
- 11e hertogin van Montoro
- 19e hertogin van Orognia

Graafschap-hertogdom
- 12e gravin-hertogin van Olivares

Markgraafschappen
- 17e markgravin van the Carpio
- 10e markgravin van San Vicente del Barco
- 16e markgravin van La Algaba
- 16e markgravin van Almenara
- 18e markgravin van Barcarrota
- 10e markgravin van Castañeda
- 23e markgravin van Coria
- 14e markgravin van Eliche
- 16e markgravin van Mirallo
- 20e markgravin van Mota
- 20e markgravin van Moya
- 17e markgravin van Orani
- 12e markgravin van Osera
- 14e markgravin van San Leonardo
- 19e markgravin van Sarria
- 12e markgravin van Tarazona
- 15e markgravin van Valdunquillo
- 18e markgravin van Villanueva del Fresno
- 17e markgravin van Villanueva del Río

Graafschappen
- 27e gravin van Aranda
- 22e gravin van Lemos
- 20e gravin van Lerín, Regent van Navarre
- 20e gravin van Miranda del Castañar
- 16e gravin van Monterrey
- 20e gravin van Osorno
- 18e gravin van Palma del Río
- 12e gravin van Salvatierra
- 22e gravin van Siruela
- 19e gravin van Andrade
- 14e gravin van Ayala
- 16e gravin van Casarrubios del Monte
- 16e gravin van Fuentes de Valdepero
- 11e gravin van Fuentidueña
- 17e gravin van Galve
- 18e gravin van Gelves
- 16e gravin van Guimerá
- 21e gravin van Modica
- 24e gravin van Ribadeo
- 25e gravin van San Esteban de Gormaz
- 12e gravin van Santa Cruz de la Sierra
- 11e gravin van Tinmouth
- 20e gravin van Villalba

Burggraafschappen
- 12e burggravin van la Calzada

Baronieën
- 11e barones van Bosworth

Landgoeden
- 29e dame van Moguer

### Aanspreektitels
- 28 maart 1926 - 11 januari 1935: De Meest Excellente Dame Maria del Rosario Cayetana Fitz-James Stuart y Silva
- 11 januari 1935 - 28 januari 1947: De Meest Excellente De Hertogin van Aliaga
- 28 januari 1947 - 18 februari 1955: De Meest Excellente De Hertogin van Montoro
- 18 februari 1955 - 20 november 2014: De Meest Excellente De Hertogin van Alva de Tormes

### Onderscheidingen
- Spanje: Grootkruis in de Orde van Alfons X de Wijze (14 december 2001)[3]
- Spanje: Dame in de Maria-Luisa-Orde
- Spanje: Grootkruis in de Orde van Isabella de Katholieke (1 april 1964)[4]
- Spanje: Grootkruis in de Orde van Liefdadigheid (5 april 1962)[5]

### Eretitels
- Regent van Aragon
- Dame van de Koninklijke Cavalerie van Sevilla
- Ereburgemeester van Liria (Madrid)
- Erevoorzitster van de Filharmonische Opera
- Erevoorzitster van het Spaanse Rode Kruis
- Maarschalk van Castilië
- Lid van de Spaanse Gemeenschap in Amerika
- Lid door Verdienste van de Koninklijke Spaans-Amerikaanse Academie van kunst, wetenschappen en letteren van Cádiz